# Rijkspresidentenpaleis

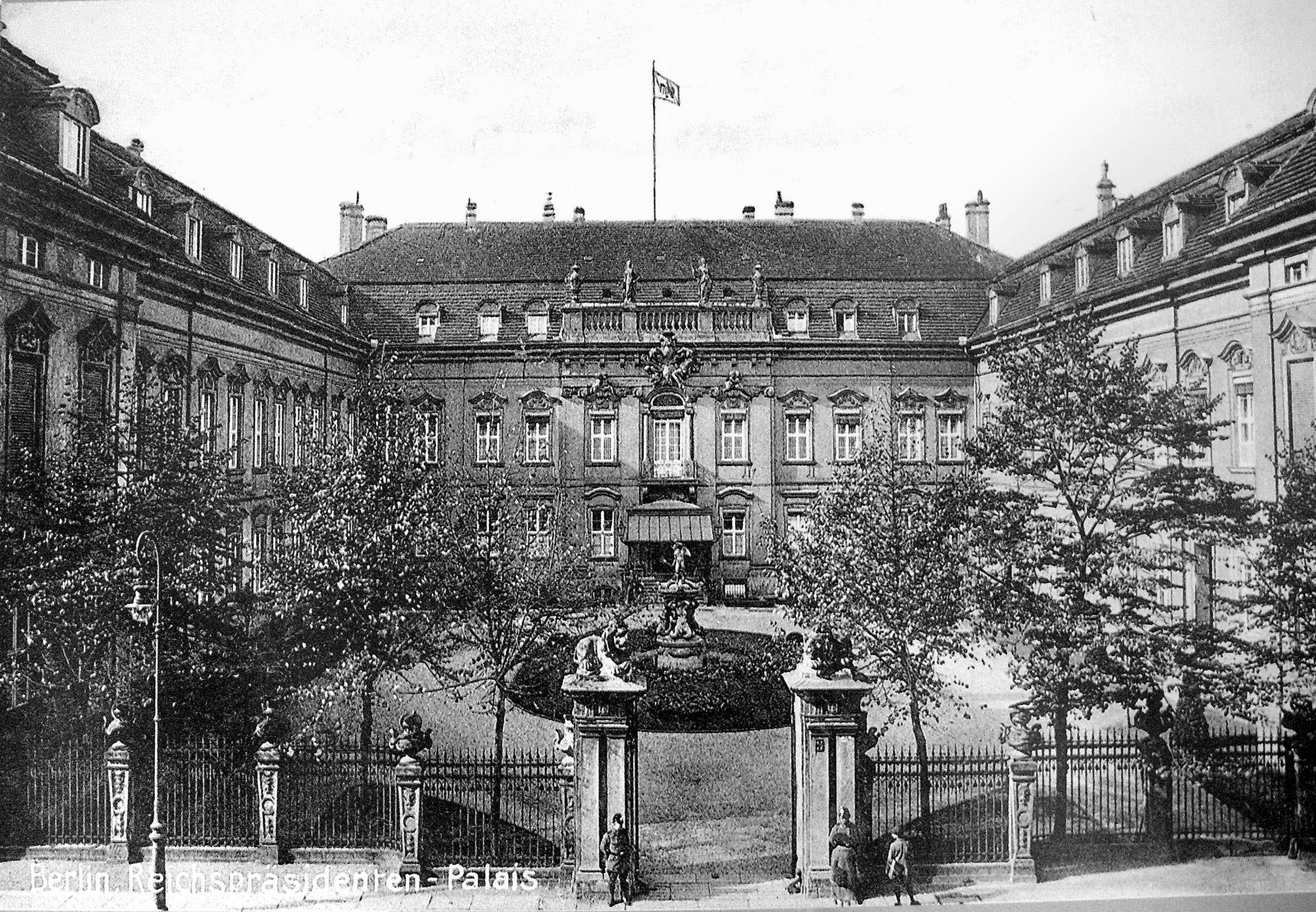
Het Rijkspresidentenpaleis

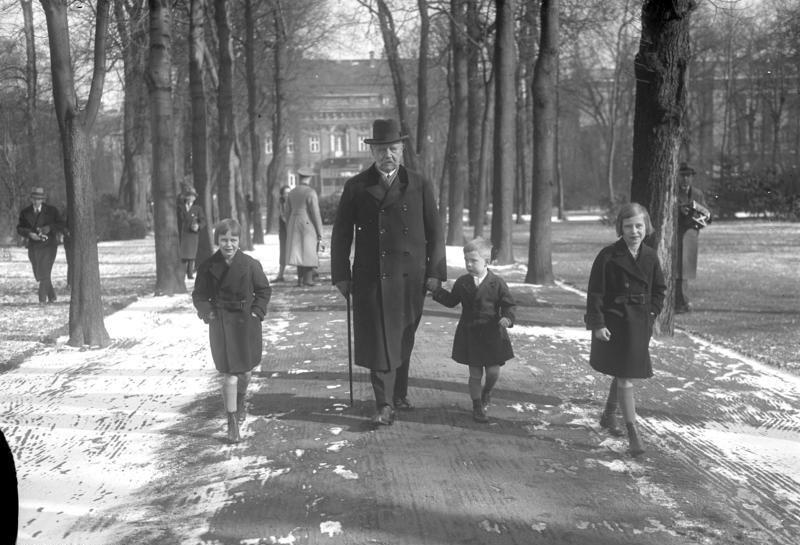
Paul von Hindenburg met zijn kleinkinderen in de tuin van het Rijkspresidentenpaleis

Het Rijkspresidentenpaleis (Duits: Reichspräsidentenpalais) was van 1919 tot 1934 de ambtswoning van de rijkspresident van het Weimarrepubliek. Het paleis stond aan de Wilhelmstraße in de Duitse hoofdstad Berlijn. Tegenwoordig is Slot Bellevue de ambtswoning van de Bondspresident van Duitsland.

## Geschiedenis
Het gebouw dat later de ambtswoning van de rijkspresident zou worden, werd tussen 1735 en 1737 gebouwd in opdracht van de Pruisische legeraanvoerder Kurt Christoph von Schwerin. Het paleis werd gebouwd in Friedrichstadt, een stadsuitbreiding van Berlijn. Het ontwerp in de representatieve Louis XV-stijl was afkomstig van de architect Conrad Wiesend. Het paleis verwisselde in de 18e en 19e eeuw regelmatig van eigenaar totdat koning Frederik Willem IV van Pruisen het in 1858 verwierf. Het Ministerie van het Koninklijk Huis, dat onder meer het vermogen van de Hohenzollerns beheerde, zetelde voortaan in het paleis.
De afgetreden keizer Wilhelm II verkocht het paleis in 1919 aan de Duitse overheid - hij had dringend geld nodig voor de aankoop van Huis Doorn. Tot 1934 resideerden de rijkspresidenten Friedrich Ebert en vervolgens Paul von Hindenburg in het paleis. Tijdens een grote verbouwing in de jaren 1932-1933 woonde Von Hindenburg tijdelijk in de Rijkskanselarij, even verderop in de Wilhelmstraße. Na het overlijden van Von Hindenburg op 2 augustus 1934 bleef Adolf Hitler in de Rijkskanselarij wonen, ondanks dat hij als Führer het nieuwe staatshoofd van het Duitse Rijk was. Na een verbouwing onder leiding van Albert Speer woonde vanaf 1939 Joachim von Ribbentrop, de minister van Buitenlandse Zaken, in het paleis.
Het paleis doorstond de Tweede Wereldoorlog zonder al te grote beschadigingen. Toch besloot het stadsbestuur van het communistische Oost-Berlijn in 1959 dat het gebouw, net als Slot Monbijou, moest worden afgebroken. Dit ging gepaard met protesten van monumentenzorg bij de Kulturbund van de DDR. Desondanks werd het paleis in november 1960 opgeblazen. In de jaren '80 werden er woningen gebouwd op de locatie van het vroegere paleis. Hierdoor en ook omdat er niets meer over is van het vroegere gebouw zijn er geen plannen om het paleis te herbouwen zoals wel met verschillende andere voormalige Pruisische paleizen gebeurt.